# Paula Morales
Paula Morales (Montevideo, Uruguay; 15 de junio de 1982) es una actriz de televisión y cine, modelo y conductora uruguaya. Hija del periodista uruguayo Víctor Hugo Morales.

## Biografía
Paula nació en Montevideo, Uruguay, pero cuando tenía solo nueve meses de edad se fue a vivir a Buenos Aires, Argentina con su familia. Desde chica ya era conocida por ser la hija del periodista y relator deportivo Victor Hugo Morales.
Ella comenzó en el medio artístico como notera. Primero estando en HP Magazine y después en Siempre Así.
Al pasar por la escuela de Cris Morena en Telefé, ella grabó su primer bolo, en el programa infantil Chiquititas, y para 2003, de nuevo, de la mano de Cris Morena, participó en Rincon de luz, siendo su segundo programa infantil en el cual tuvo participación especial.
Luego de eso, ella comenzó a trabajar como modelo publicitaria, protagonizando muchas campañas internacionales y nacionales, como por ejemplo Falabella, CyA, Quilmes, entre otros.
En 2004 interpretó a Jacinta en Los Roldán, una serie muy famosa que duró dos años, el primer año se transmitió por Telefe y el segundo en Canal 9. Tuvo participaciones especiales en Casados con hijos, Floricienta, Numeral 15, Un Cortado y en algunas parodias de Showmatch.
Más tarde,empezó su rol como conductora,conduciendo Wild Outdoor Adventures, el cual conducía en inglés, debido a que el programa era transmitido para la televisión estadounidense. Después fue una "conductora invitada", en El ojo crítico, y en 2006 condujo Tendencia y 100% Mundial. A fines de octubre de ese año nació su hijo Benicio.
Un tiempo después, ella, fue la coprotagonista del famoso corto Insanity y del video musical Amame de Los Hijos de López.
En 2007 sorprendió al público argentino con sus habilidades para el baile estando en Bailando por un sueño, y luego de que perdió en el programa viajó a Uruguay para conducir el reality show Jugadas.
En 2008 participó en la comedia Aquí no hay quien viva, adaptación de una exitosa serie homónima española. Ella interpretaba a Olga, "la más linda del edificio" que era modelo, algo tonta y vivía con Sol (interpretada por Jorgelina Aruzzi) en el tercer piso. Luego de que el programa finalizara en agosto, Paula, estuvo, por un tiempo, participando en la famosa telenovela Don Juan y su bella dama, en la cual ella hacia pareja con Guido Massri. En 2009 e inicios de 2010 tuvo el papel de mala en la tira-juvenil protagonizada por Florencia Bertotti; Niní., Además tuvo una aparición en la telenovela Malparida, protagonizada por Juana Viale y producida por Pol-Ka Producciones, productora a la cual Paula firmó un contrato que durará hasta fines del 2011. Luego, la productora le dio el rol de la mujer-policía Lisa en la telenovela Alguien que me quiera, finalizada en noviembre de 2010.
A mediados-fines de (2010) Protagonizó un corto músico/ficción llamado Combinaciones, (el que se entregaba en una edición especial de DVD, la número 2 de la entrega de 10, con un diario local de Buenos Aires), Titulado "Pensamientos", de la Productora Mancha. En este corto compartió el protagónico con el actor Ezequiel Raúl Tronconi y el Cantautor César "Banana" Pueyrredón quien hacia el papel de músico ambulante y al igual que los otros cortos se realizó en los subtes, mezclando la cotidaneidad de la música y la ficción a veces un tanto real.
A principios del 2011 interpretó a Julia Monteleon, la contrafigura de Romina Gaetani en Herederos de una venganza,donde intenta conquistar al personaje de Luciano Castro.
Tuvo un romance con el actor Juan Manuel Guilera, su excompañero del elenco de Niní como (Martín).
En el 2013 regresa a las telenovelas y a las villanías, ya que será la antagonista de la nueva telenovela de Telefe Somos familia protagonizada por Ana María Orozco y el regreso de Gustavo Bermúdez. Cabe resaltar que esta producción es de Quique Estevanez, que lo último que hizo fue la exitosa telenovela Dulce amor protagonizada por Carina Zampini y Sebastián Estevanez.

## Filmografía

### Cine
| Año  | Título                       | Papel           | Dirección           |
| ---- | ---------------------------- | --------------- | ------------------- |
| 2007 | Hotel Tívoli                 | Aurora          | Antón Reixa         |
|      |                              |                 |                     |
| 2010 | Paco                         | Paulina         | Diego Rafecas       |
| 2011 | Güelcom                      | Adriana Riconi  | Yago Blanco         |
| 2013 | Amor a mares                 | Julieta         | Ezequiel Crupnicoff |
| 2013 | 20.000 besos                 | Ruth Figueroa   | Sebastián De Caro   |
| 2019 | 4 metros                     | María           | Federico Palazzo    |
| 2021 | Yo nena, yo princesa         | Rosalía Navarro | Federico Palazzo    |
| 2024 | Nuestro Reino (Cortometraje) | Mamá de Maxi    | Maximiliano Wurzel  |

### Televisión
| Año       | Título                           | Papel               | Notas                              |
| --------- | -------------------------------- | ------------------- | ---------------------------------- |
| 2000      | Chiquititas                      |                     |                                    |
| 2001      | Siempre así                      | Ella misma          | Notera                             |
| 2003      | Rincón de luz                    | Andrea              |                                    |
| 2004      | Los Roldán                       | Jacinta             |                                    |
| 2005      | Floricienta                      | Silvina             |                                    |
| 2005      | Un cortado, historias de café    |                     |                                    |
| 2005      | Numeral 15                       |                     | Episodio: «Ringtones»              |
| 2005      | Casados con hijos                | Giselle             | Episodio: «Tristeza nao tem fim»   |
| 2006      | 100% mundial                     | Ella misma          | Conductora                         |
| 2006      | Tendencia                        | Ella misma          | Conductora                         |
| 2007      | Showmatch: Bailando por un sueño | Participante        | 6.ª eliminada (Temporada 4)        |
| 2007      | Calendario hombres cosmo         | Ella misma          | Conductora                         |
| 2007      | Jugadas                          | Ella misma          | Conductora                         |
| 2008      | Aquí no hay quien viva           | Olga Gutié          |                                    |
| 2008      | Don Juan y su bella dama         | Penélope Contreras  |                                    |
| 2009-2010 | Niní                             | Celina Martínez Paz |                                    |
| 2010      | Alguien que me quiera            | Lisa                |                                    |
| 2010      | Combinaciones                    | Natalia             | Episodio: «Pensamientos»           |
| 2011      | Malparida                        | Roberta             |                                    |
| 2011      | Herederos de una venganza        | Julia Monteleón     |                                    |
| 2012      | Concubinos                       | Lorena              |                                    |
| 2012      | Graduados                        | Irina Bustamante    |                                    |
| 2013      | Historias de corazón             | Natalia             | Episodio: «Perradas»               |
| 2014      | Somos familia                    | Julieta Paz         |                                    |
| 2014      | En terapia                       | Cecilia Pintos      |                                    |
| 2016-2020 | Si solo si                       | Fernanda            |                                    |
| 2020      | Casi feliz                       | Gisela              | Episodio: «Un saludo para mi papá» |
| 2021      | Maradona, sueño bendito          | Lorena              | Episodio: «Roto»                   |
| 2021      | Entrelazados                     | Greta (Adulta)      |                                    |

### Videos musicales
| Año  | Video                     | Artista         |
| ---- | ------------------------- | --------------- |
| 2011 | «Ella está bien»          | Más que Humano  |
| 2012 | «Te espero a que vuelvas» | Emanuel Arias   |
| 2013 | «Jugar con fuego»         | Adrián Barilari |
| 2016 | «Faquir»                  | Salta La Banca  |

## Teatro
| Año       | Título                      | Papel               | Lugar                                                      |
| --------- | --------------------------- | ------------------- | ---------------------------------------------------------- |
| 2010      | Niní, la búsqueda           | Celina Martínez Paz | Teatro Gran Rex / Gira nacional                            |
| 2012-2013 | La piedad y los animales    | Marisa              | Teatro El Camarín de las Musas / Teatro El Belisario       |
| 2016      | Me amarás por siempre jamás | Leonora             | Teatro El Método Kairós                                    |
| 2017-2018 | Casa Valentina              | Eleonora            | Teatro Atlas / Teatro Picadilly / Gira nacional y uruguaya |
| 2018      | Paso de dos                 | Ella                | Centro Cultural de la Cooperación                          |
| 2018      | Rey Lear                    | Gonerill            | Centro Cultural de la Cooperación                          |
| 2018-2019 | Derechas                    |                     | Teatro Regina / Teatro Provincial                          |
| 2020      | Hermanxs                    | Martina             | Teatrix                                                    |
| 2020      | Perfectos desconocidos      | Bianca              | Teatro Melos                                               |
| 2021-2022 | El test                     | Berta               | Teatro Melos / Gira nacional                               |
| 2022      | Andate! Amor mío!           |                     | Teatro Zorba                                               |
| 2022      | Oh, Dios mío                | Psicóloga           | Teatro Astros / Teatro Regina                              |
| 2023      | Más que amigos              | La novia            | Teatro Santa Fe                                            |
| 2023      | Es sólo sexo                | Ana                 | Teatro Picadilly                                           |
| 2024      | Fan                         | Mónica              | Teatro Devoto                                              |
| 2025      | Imanes                      | Ana                 | Teatro Picadilly                                           |

## Premios y nominaciones
| Año  | Organización                | Categoría                          | Trabajo                     | Resultado | Ref(s) |
| ---- | --------------------------- | ---------------------------------- | --------------------------- | --------- | ------ |
| 2017 | Premios ACE                 | Mejor actriz en teatro alternativo | Me amarás por siempre jamás | Nominada  | [ 4 ]  |
| 2020 | Premios Carlos              | Mejor actriz de reparto            | Perfectos desconocidos      | Nominada  | [ 5 ]  |
| 2020 | Premios Estrella de Concert | Mejor actriz de reparto            | Perfectos desconocidos      | Ganadora  | [ 6 ]  |
| 2021 | Premios Carlos              | Mejor actriz de reparto            | El test                     | Nominada  | [ 7 ]  |